# Hustadvika (commune)
Hustadvika  est une commune norvégienne située dans le comté de More og Romsdal et créée le  1er janvier 2020 avec la fusion des communes de Eide et de Fræna,. La commune est frontalière avec Molde au sud, Gjemnes au sud-est, Aukra à l'ouest et de l'autre côté du fleuve, à l'est, Averøy .

## Nom
Le nom fait référence au fait que la municipalité est située non loin de l'ilot Hustadvika.
La montagne Stemshesten qui séparait les deux anciennes communes est désormais au centre de la commune nouvelle.

## Géographie
Dans la baie de Hustadvika se trouvent plusieurs îlots et récifs qui s'étendent au long de la terre. De grandes parties de la municipalité se compose de terrains marécageux. Les plus grands marais se trouvent autour de Hustad, Bud et Vevang dans le nord de la municipalité. Il y a également plusieurs grands marais entre Brawn et Elnesvågen et dans Malmedalen. Les régions orientales de Hustadvika se compose de montagnes avec des sommets de 600 à 1 000 mètres d'altitude. La plus haute montagne de la commune est le Snøtinden (1 026,5 m), qui marque la frontière avec la commune de Gjemnes.
La route nationale 64 entre Åndalsnes, Molde et Kristiansund passe par la municipalité. La Route de l'Atlantique est une partie de la route 64. 

## Histoire
La commune de Hustadvika a été créée le 1er janvier 2020 à la suite de la fusion des municipalités de Eide et Fræna.

## Héraldique
On a donné aux armes de la nouvelle commune le titre de la « Charrue et le poisson » qui représentent les deux activités principales de la commune : l'agriculture et la pêche. Ce sont le poète Øystein Hauge (no) et l'artiste Madlen Behrendt qui ont conçu et réalisé l'héraldique de Hustadvika.